# تیم اونسه
تیم دوچرخه‌سواری اونسه  (تلفظ اسپانیایی: [ˈonθe]؛ کد تیم یوسی‌آی: ONC) که با نام‌های لیبرتی سگوروس، لیبرتی سگوروس–وورث و در سال پایانی فعالیت خود با نام آستانه–وورث و آستانه نیز شناخته می‌شد، یک تیم حرفه‌ای دوچرخه‌سواری اسپانیایی بود. این تیم در مسابقات پروتور شرکت می‌کرد.
در ۲۵ مهٔ ۲۰۰۶ لیبرتی میچوال به دلیل رسوایی دوپینگ مدیر ورزشی تیم مانولو سائیز، از حمایت مالی تیم کنار کشید. در ۲ ژوئن ۲۰۰۶ تیم توانست حامی مالی اصلی دیگری به نام آستانه فراهم کند. وورث تا ۳ ژوئیه حامی مالی مشترک بود و پس از تور دو فرانس ۲۰۰۶ از شراکت خارج شد. در پایان فصل، آستانه نیز به دلیل عدم حضور در تور از حمایت مالی کنار کشید. در ۱۶ دسامبر ۲۰۰۶، اتحادیه جهانی پروانه پروتور شرکت سائیز با نام اکتیو بی را لغو کرد.
برخی از رکابزنان و کارکنان، تیم تازه‌تأسیس قزاقستانی آستانه را تشکیل دادند.

## تاریخچه

### اونسه
نخستین بار تیم با نام اونسه تشکیل شد که سازمان ملی نابینایان اسپانیا است. مانولو سائیز توانست مدیریت را حرفه‌ای‌تر و نظارت بر مربی‌گری، تجهیزات و تمرینات را بیشتر کند. او در ووئلتای ۲۰۰۳ از مسابقه محروم شد.
تیم اونسه در دههٔ ۱۹۹۰ با رکابزنانی مانند لوران ژالابر و الکس زوله همکاری می‌کرد و بر مسابقات بهاره مانند پاریس–نیس، لافلش والونی و تور روماندی حکومت می‌کرد. تیم در سال‌های ۱۹۹۵ تا ۱۹۹۷ برندهٔ ووئلتا شد. ووئلتای ۱۹۹۵ کاملاً تحت سلطهٔ تیم اونسه بود. لوران ژالابر برندهٔ رده‌بندی اصلی، امتیازی و کوهستان شد. تیم نیز برندهٔ عنوان بهترین تیم شد و یوهان بروینیل بر سکوی سوم ایستاد. اونسه در چند مرحله از تور دو فرانس به پیروزی رسید و حاکم تایم تریل تیمی بود.
زوله برندهٔ ووئلتای ۱۹۹۶ و ۱۹۹۷ شد؛ ولی در سال ۱۹۹۸ تیم را ترک کرد. در سال ۱۹۹۹ آبرائام اولانو، برندهٔ ووئلتای ۱۹۹۸، به تیم پیوست؛ ولی نتوانست از قهرمانی خود دفاع کند. خوزبا بلوکی رهبر تیم شد و در تورهای ۲۰۰۲ و ۲۰۰۳ با لانس آرمسترانگ رقابت کرد.
حمایت مالی اونسه چنان موفق بود که در تمام اسپانیا نفوذ کرده بود و همهٔ اسپانیایی‌ها آن را می‌شناختند. اونسه در پایان سال ۲۰۰۳ به حمایت خود خاتمه داد. سائیز توانست حامی مالی تازه‌ای به نام لیبرتی میچوال فراهم کند. بیشترین رکابزنان در تیم ماندند و روبرتو اراس، برندهٔ ووئلتای ۲۰۰۳ به تیم پیوست. او عملکرد خوبی در تور دو فرانس ۲۰۰۴ نداشت؛ ولی برندهٔ ووئلتای ۲۰۰۴ شد.

### لیبرتی سگوروس
فصل ۲۰۰۵ با پیروزی‌هایی توسط آلبرتو کونتادور و لوئیس لئون سانچز در تور داون آندر آغاز شد. در تور ۱۹۹۵ نیز توانست برندهٔ یک مرحله شود.
در سال ۲۰۰۶ الکساندر وینوکوروف به تیم پیوست تا برای قهرمانی در تور دو فرانس رقابت کند. هم‌وطنان قزاقستانی او آندری کاشچکین و سرگی یاکوولف نیز به تیم پیوستند.
اراس در ۲۵ نوامبر و پس از مثبت شدن نمونهٔ ادرارش در ووئلتای ۲۰۰۵ که برندهٔ آن شد، از تیم اخراج شد. او از داروی اریتروپوئیتین برای تقویت خون استفاده کرده‌بود. عنوان قهرمانی اراس گرفته شد و برای دو سال محروم شد.

### تغییر حامی مالی و فصل ۲۰۰۶
در ۲۳ مهٔ ۲۰۰۶ سائیز در رابطه با رسوایی دوپینگ خونی عملیات پوئرتو دستگیر شد. لیبرتی میچوال در ۲۵ مه از حمایت مالی انصراف داد. در ۲ ژوئن تیم با حامی مالی تازه‌ای به نام آستانه (پایتخت قزاقستان) برای مدت سه سال به توافق رسید. کنسرسیومی از پنج شرکت قزاق آن را اداره می‌کرد. مدت زیادی پیش از رسوایی سائیز، تیم از نظر دوپینگ بدنام بود و یکی از کثیف‌ترین تیم‌های اروپایی خوانده می‌شد.
پس از آن که پنج رکابزن تیم در رسوایی دوپینگ درگیر شدند و تنها وینوکوروف با سه هم‌تیمی خود باقی ماند، در ۳۰ ژوئن، آستانه–وورث از تور دو فرانس ۲۰۰۶ کنار گذاشته شد. وورث در ۳ ژوئیه حمایت مالی را متوقف کرد.
در ۲۶ ژوئیه پنج رکابزن کنار گذاشته شده از تور، تبرئه شدند و تیم در ماه اوت به مسابقات بازگشت و در تور آلمان شرکت کرد.
در پایان سال ۲۰۰۶ سائیز آستانه را به عنوان ادامهٔ تیم خود معرفی کرد. آستانه نیز ادعا کرد که به دلیل عدم حضور در تور، حمایت مالی را متوقف کرده‌است. در ۱۶ دسامبر، اتحادیه جهانی پروانهٔ پروتور شرکت اکتیو بی متعلق به سائیز را لغو کرد.